# Campanula excisa
Campanula excisa là loài thực vật có hoa trong họ Hoa chuông. Loài này được Schleich. ex Murith mô tả khoa học đầu tiên năm 1810.